# القصيرية (حرض)

تعديل مصدري - تعديل

القصيرية هي إحدى قرى عزلة العتنة بمديرية حرض التابعة لمحافظة حجة، بلغ تعداد سكانها 50 نسمة حسب تعداد اليمن لعام 2004.